# Chlorethe ingae
Chlorethe ingae är en skalbaggsart som beskrevs av Bates 1867. Chlorethe ingae ingår i släktet Chlorethe och familjen långhorningar. Inga underarter finns listade i Catalogue of Life.